# Nersia recurvirostris
Nersia recurvirostris är en insektsart som beskrevs av Stsl 1862. Nersia recurvirostris ingår i släktet Nersia och familjen Dictyopharidae. Inga underarter finns listade i Catalogue of Life.